# ACC 8000
ACC 8000 (8000) је професионални рачунар, производ фирме ACC који је почео да се израђује у Хонгконгу током 1983. године.
Користио је MOS 6502, Zilog Z80, Motorola 6809 као централне микропроцесоре а RAM меморија рачунара 8000 је имала капацитет од 128 KB. 
Као оперативни систем кориштен је DOS 3.3, CP/M, Flex.

## Детаљни подаци
Детаљнији подаци о рачунару 8000 су дати у табели испод.
|                       |                                                                                            |
| [ 1 ]                 |                                                                                            |
| Произвођач            |                                                                                            |
| Тип                   | професионални рачунар                                                                      |
| Меморија              | 128 KB                                                                                     |
| Поријекло             | Хонгконг                                                                                   |
| Година                | 1983                                                                                       |
| Тастатура             | Тастатура са пуним помаком тастера, 78 тастера са нумеричком тастатуром и тастерима смјера |
| Процесор              |                                                                                            |
| Фреквенција процесора | 1 (6502), остали централни процесори непознато                                             |
| RAM                   | 128 KB                                                                                     |
| ROM                   | 16 (AppleSoft BASIC и CP/M BIOS)                                                           |
| Текст                 | 40 или 80 стубова x 25 линија                                                              |
| Графика               | 40 x 40-48 (16 col), 280 x 160-192 (6 col), 560 x 160-192 (2 col)                          |
| Боја                  | 16                                                                                         |
| Звук                  | уграђени 1 канални звучник                                                                 |
| Димензије             | 46,5 (ширина) x 34,5 (дубина) x 19,5 (висина) (главна јединица + дискетна јединица)        |
| Портови               |                                                                                            |
| Оперативни систем     |                                                                                            |